# 小博考河
50°29′59″N 12°37′35″E / 50.4997°N 12.6264°E
小博考河是德國的河流，位於該國東部，流經薩克森自由州，屬於大博考河的右支流，河口處在艾本施托克附近，該河以前用作浮運木材。